# دانشگاه ایالتی کنتیکت شرقی
دانشگاه ایالتی کنتیکت شرقی (به انگلیسی: Eastern Connecticut State University) یک دانشگاه عمومی و مختلط می‌باشد که زمینه اصلی آموزشی آن هنرهای آزاد است. دانشگاه در «ویلی‌مانتیک» «کنتیکت» در زمینی به وسعت 0.74 کیلومتر مربع واقع شده‌است.
دانشگاه در سال 1889 تأسیس گردید.
دانشگاه به عنوان دومین قدیمیترین موسسه آموزش عالی در سیستم آموزشی ایالت کنتیکت به حساب می‌آید.
همچنین سومین قدیمیترین موسسه آموزشی در کل ایالت کنتیکت به شمار می‌رود.